# Municipio de Delaware (condado de Polk)
El municipio de Delaware (en inglés: Delaware Township) es un municipio ubicado en el condado de Polk en el estado estadounidense de Iowa. En el año 2010 tenía una población de 8317 habitantes y una densidad poblacional de 180,29 personas por km².

## Geografía
El municipio de Delaware se encuentra ubicado en las coordenadas 41°39′15″N 93°32′14″O / 41.65417, -93.53722. Según la Oficina del Censo de los Estados Unidos, el municipio tiene una superficie total de 46.13 km², de la cual 46.13 km² corresponden a tierra firme y (0%) 0 km² es agua.

## Demografía
Según el censo de 2010, había 8317 personas residiendo en el municipio de Delaware. La densidad de población era de 180,29 hab./km². De los 8317 habitantes, el municipio de Delaware estaba compuesto por el 93.19% blancos, el 1.29% eran afroamericanos, el 0.29% eran amerindios, el 2.77% eran asiáticos, el 0.06% eran isleños del Pacífico, el 1% eran de otras razas y el 1.41% pertenecían a dos o más razas. Del total de la población el 3.01% eran hispanos o latinos de cualquier raza.